# مدرسة شيكاغو المعمارية

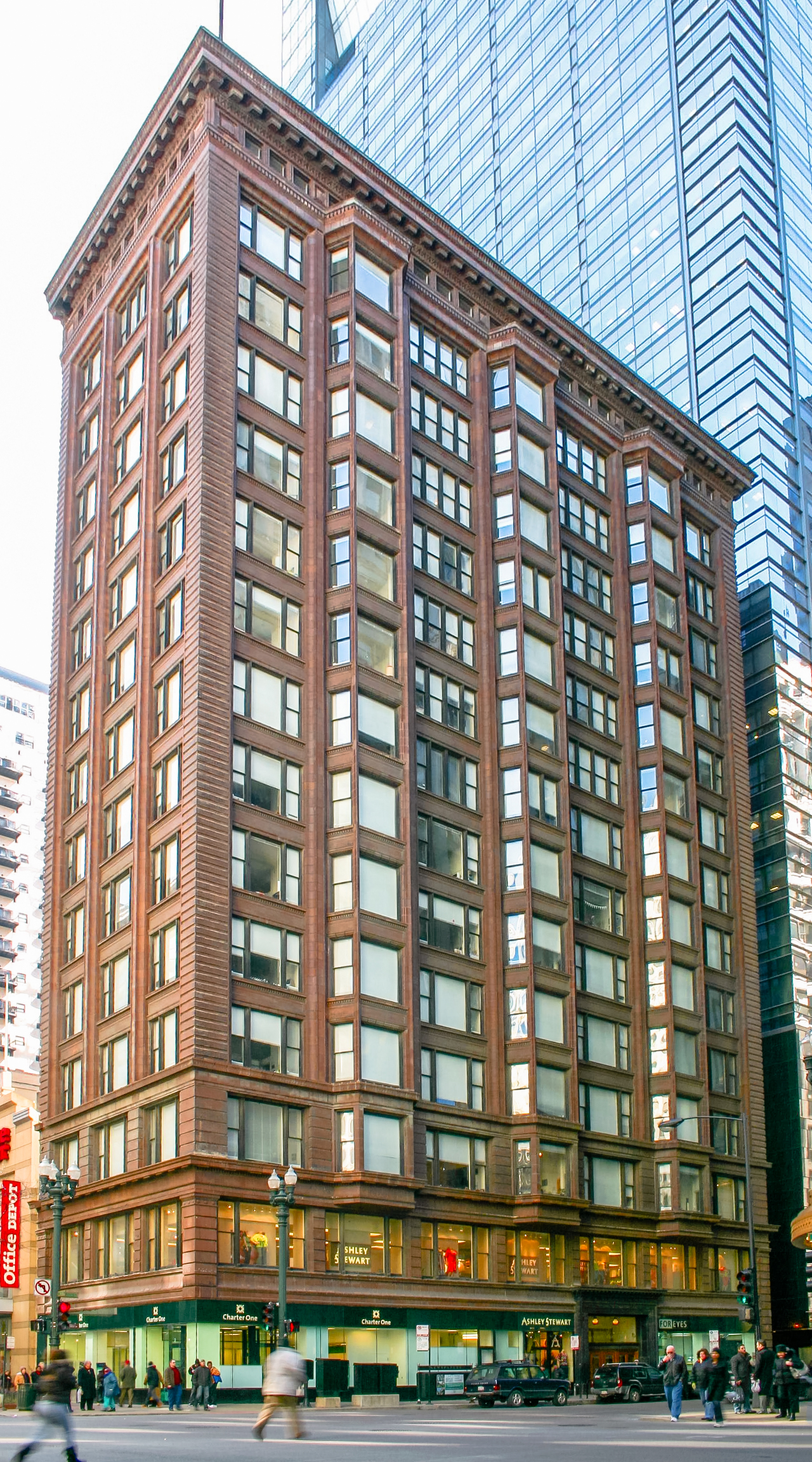
يعتبر "مبنى شيكاغو" الذي صممه "هولابيرد وروش" (04–1905) مثالاً رئيسياً بيّناً عن مدرسة شيكاغو المعمارية إذ يعرض كلا الشكلين المختلفين لـ«نافذة شيكاغو».

مدرسة شيكاغو المعمارية (بالإنجليزية: Chicago's architecture) أطلقت هذه التسمية على الاتجاه المعماري الذي ساد في وسط الولايات المتحدة الأميركية وغربها، وبالذات في مدينة شيكاغو في أواخر القرن التاسع عشر، وتكمن أهمية هذه المدرسة في أنها قاربتِ الشُّقّة بين الإنشائيين والمعماريين والذين طبع تعاونهم كل المنشآت الجديدة في المدينة بعدما كانت تفصل بينهم هوة واسعة في العصور الماضية، ولقد مهدت «مدرسة شيكاغو» وبجرأةٍ كبيرةٍ الطريق نحو نقاء الأشكال ووحدة التعبير ما بين العمارة والإنشاء.
تشتهر العمارة في شيكاغو في جميع أنحاء العالم، ويشار إلى أحد الأساليب المعمارية فيها باسم مدرسة شيكاغو Chicago school، كما يُعرف الكثير من أعمالها المبكرة أيضاً باسم Commercial style النمط التجاري. في تاريخ العمارة كانت «مدرسة شيكاغو الأولى» مدرسةً للمهندسين المعماريين النشطين في شيكاغو في أواخر القرن التاسع عشر، ومطلع القرن العشرين. لقد كانوا من بين الأوائل الذين روّجوا للتقانات الجديدة في بناء الهياكل الفولاذية في المباني التجارية، وطوروا جماليةً مكانيةً تطورت بشكلٍ مشتركٍ مع التطورات الموازية في الحداثة الأوروبية، ثم أثرت فيها. ظهرت «مدرسة شيكاغو الثانية» ذات الجمالية الحداثية في الأربعينات وحتى السبعينات، والتي كانت رائدةً في تقانات البناء الجديدة والأنظمة الهيكلية مثل عمارة الهيكل الأنبوبي (بالإنجليزية: tube-frame Structure).

## مدرسة شيكاغو الأولى

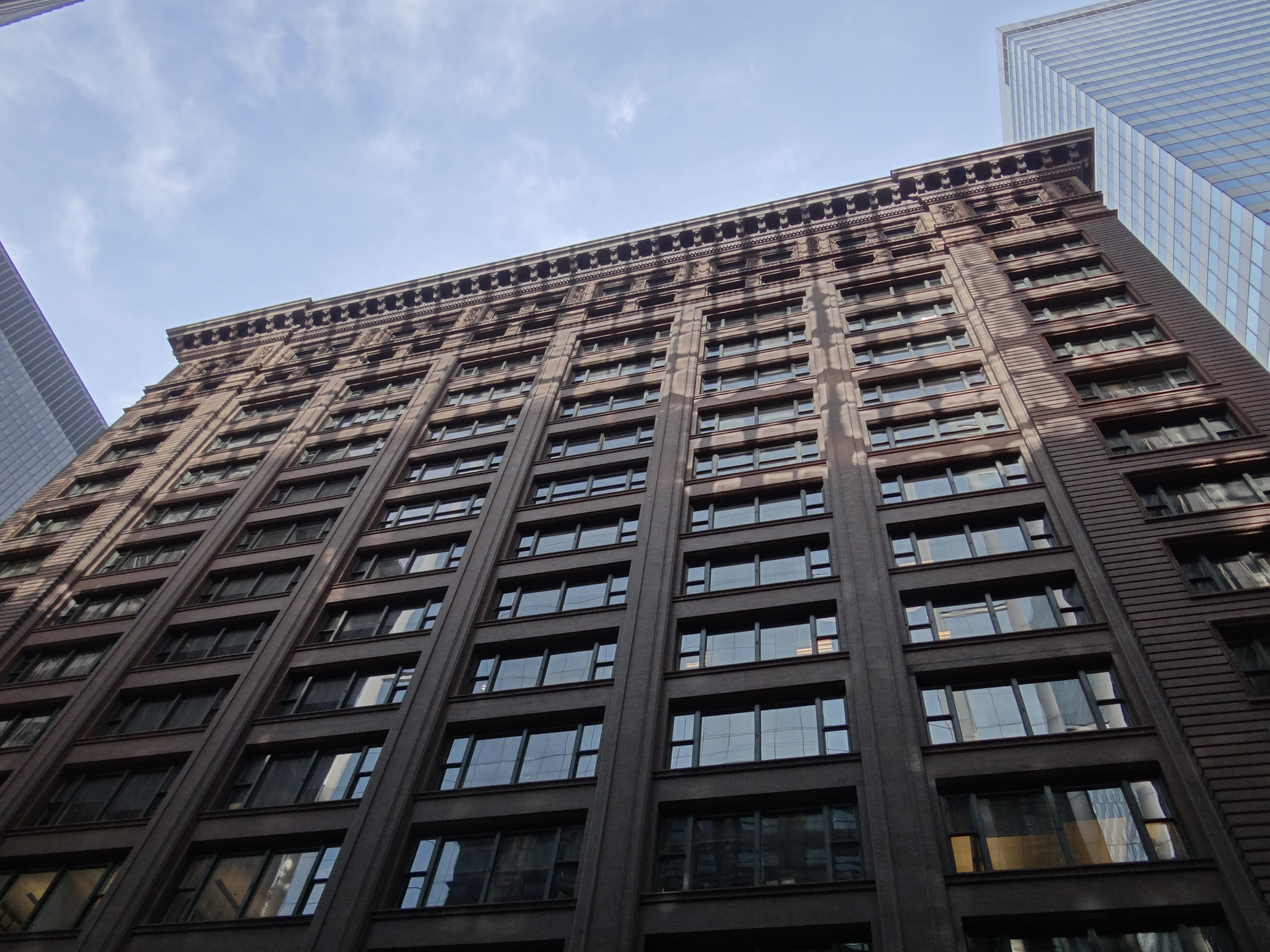
شبكة غير مسبوقةٍ تاريخياً من النوافذ العريضة، والتعبير الواضح عن الإطار الهيكلي، والزخرفة المبسطة في "مبنى ماركيت" (شيكاغو) Marquette Building من العام 1895.

مع أن مصطلح «مدرسة شيكاغو» يُستخدم على نطاقٍ واسعٍ لوصف المباني التي شيدت في المدينة أثناء ثمانينات وتسعينات القرن التاسع عشر، إلا أن العلماء اعترضوا على هذا المصطلح وعلى الخصوص في ردِّ فعلٍ على كتاب «كارل كونديت» في العام 1952 «مدرسة شيكاغو للهندسة المعمارية». أشار مؤرخون مثل «هـ. ألِن بروكس» H. Allen Brooks، و«وينستون وايسمان» Winston Weisman، و«دانييل بلوستون» Daniel Bluestone إلى أن العبارة تشير إلى مجموعةٍ موحدةٍ من المبادئ الجمالية أو المفاهيمية، بينما -في الواقع- عرضت مباني شيكاغو في ذلك العصر مجموعةً متنوعةً من الأساليب والتقانات. استخدمتِ المطبوعات المعاصرة عبارة «النمط التجاري» لوصف المباني الشاهقة المبتكرة من ذلك العصر، بدلاً من اقتراح أي نوعٍ من «مدرسةٍ» موحدةٍ.
بعض السمات المميزة لمدرسة شيكاغو هي في استخدام المباني ذات الهياكل الفولاذية والكسوة الحجرية (والتي عادةً ما تكون «تيرّا كوتّا») مما يسمح بمساحات نوافذَ زجاجيةٍ كبيرةٍ ويحد من كمية الزخرفة الخارجية. في بعض الأحيان تستخدم عناصر العمارة الكلاسيكية الجديدة neoclassical style في «ناطحات السحاب» Skyscraper في مدرسة شيكاغو. يحتوي العديد من ناطحات السحاب في مدرسة شيكاغو على الأجزاء الثلاثة لعمودٍ [(ناطحةٍ)] كلاسيكيٍّ. تعمل الطوابق السفلية كقاعدةٍ، والطوابق الوسطى -عادةً مع القليل من التفاصيل المزخرفة- تعمل كعمودٍ للعمود [(أي عموداً حاملاً لناطحة السحاب)]، والطابق أو الطابقان الأخيران غالباً ما يُتوّجان بإفريزٍ وعلى الأرجح مع تفاصيلَ زخرفيةٍ أكثر يمثل العاصمة. (انظر مبنى وينرايت على سبيل المثال).
نشأت «نافذة شيكاغو» في هذه المدرسة. إنها نافذة من ثلاثة أجزاءٍ تتكون من لوحةٍ مركزيةٍ كبيرةٍ ثابتةٍ تحيط بها نافذتان صغيرتان من النوافذ ذات الوشاح المزدوج. عادةً ما يُنْشِئ ترتيب النوافذ على الواجهة نموذجاً شبكياً، مع بروز البعض من الواجهة لتشكيل نوافذَ كبيرةٍ. تجمع «نافذة شيكاغو» بين وظائف تجميع الضوء والتهوية الطبيعية، وعادةً ما يتم إصلاح جزءٍ مركزيٍّ واحدٍ، بينما يكون اللوحان المحيطان قابلين للتشغيل. غالباً ما يُلجأ إلى نشر هذه النوافذ في الخلجان -والمعروفة باسم نوافذ أورييل- والتي تظهر فوق الشارع.
المهندسون المعماريون الذين ترتبط أسماؤهم بمدرسة شيكاغو هم «هنري هوبسون ريتشاردسون»، و«دانكمار أدلر» (1844–1900)، و«دانييل هدسون بورنهام» (1846-1912)، و«ويليام هولابيرد»، و«ويليام لو بارون جيني»، و«مارتن روش»، و«جون ويلبورن روت» (50-1891)، و«سولون س. بيمان»، و«لويس هنري سوليفان» (1856–1924). بدأ «فرانك لويد رايت» (1867-1959) في شركة «أدلر وسوليفان»، لكنه ابتكر أسلوب Prairie الخاص به في العمارة.
بني مبنى بيت التأمين -الذي اعتبره البعض أول ناطحة سحابٍ في العالم- في شيكاغو في العام 1885، وهدم في العام 1931.

ناطحات السحاب في شيكاغو.

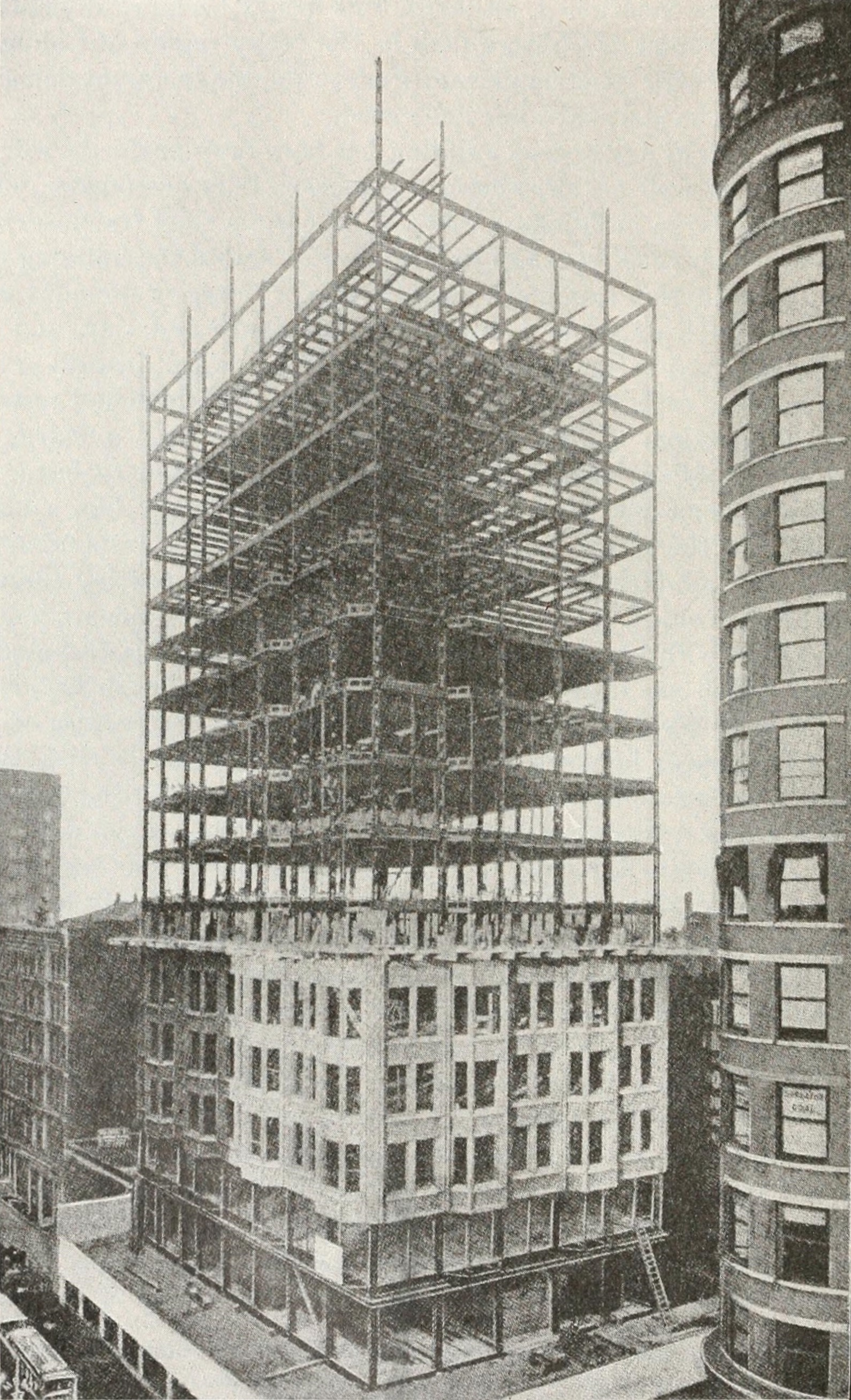
إن الإطار الهيكلي الفولاذي كما في مبنى فيشر (تصميم دانييل بورنهام) في شيكاغو (95-1896) يعني أن ارتفاع المبنى لم يعد محكوماً بصلادة جدرانه.

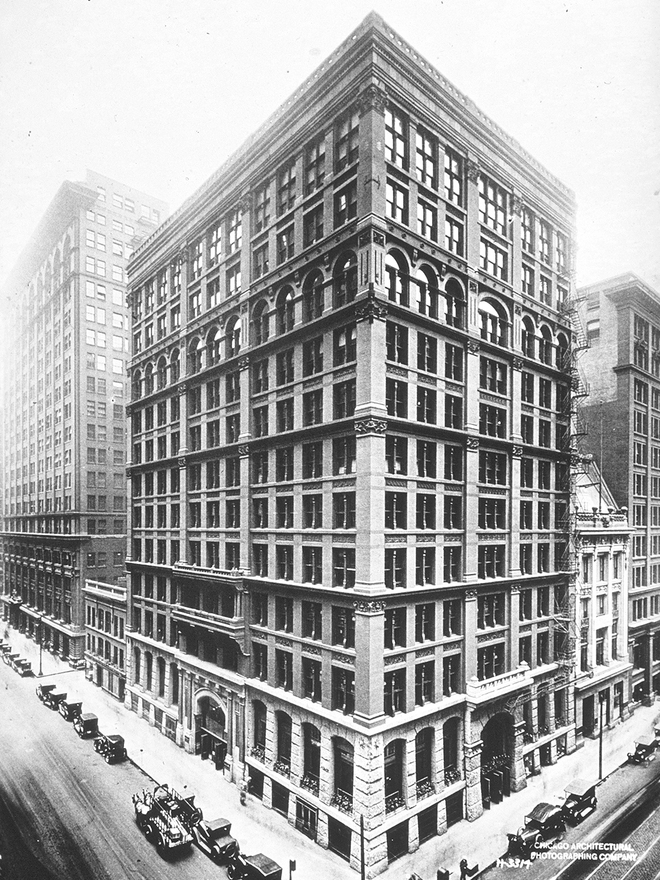
مبنى بيت التأمين من تصميم المهندس المعمار «ويليام لو بارون جيني» أول ناطحة سحابٍ في العالم في شيكاغو - ولاية إلينوي.

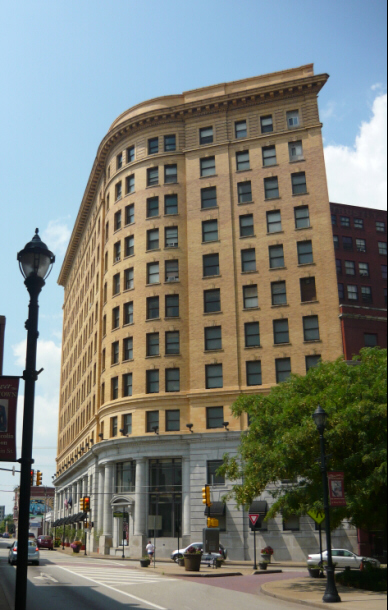
مبنى فاييت، تصميم دانييل بورنهام،يونيون تاون، بنسلفانيا.

## مبانٍ في شيكاغو
- مبنى ليتر الأول، 1879.
- مبنى مونتوك، (82-1883).
- مبنى روكيري، 1886.

- مبنى ليتر الثاني، 1891.
- مبنى لودينغتون، (91-1892.
- مبنى مونادنوك، (91–1893).
- مبنى ريلاينس، (90-1895).
- مبنى ماركيت، 1895.

- مباني مجموعة كيغ، 1898.

- مبنى هيوورث، 1904.
- مبنى شيكاغو، (04–1905).
- مبنى بروكس، 1910).
- مبنى النقل أو مبنى هيسن، (10-1911).

- مبنى الأوديتوريوم، 1889.
- مبنى فيشر، (95-1896).
- مركز سوليفان، 1899.

## مبانٍ خارج شيكاغو
- مبنى وينرايت،1891، سانت لويس، ميسوري.
- مبنى وبرج ميلز، 1892، سان فرانسيسكو، كاليفورنيا.
- مبنى غود سبيد برذرز 1895، غراند رابيدز، ميتشيغان.
- مبنى برودنتشيال (الضمان) 1896، بوفالو، نيويورك.
- مبنى مصرف كندا المتحد، 1904، مانيتوبا، وينيبيغ.
- مبنى بلاونت، 1907، بينساكولا، فلوريدا.
- مبنى بيت المشورة، 1910، دُنيدن، نيوزيلندا.
- مبنى البنك الوطني القديم، 1910، سبوكان، واشنطن.
- مبنى اسويتلاند، 1910، كليفلاند، أوهايو.
- مبنى كيرنز، 1911، سولت ليك سيتي، يوتا.
- مبنى سانت جيمس، 1912، جاكسونفيل، فلوريدا.
- مبنى ويسترن أوتو، 1914، كانساس سيتي، ميسوري.
- مبنى ماكليود، 1915، إدمونتون، كندا.
- مبنى منقذي الحياة، 1920، بورت تشيستر، نيويورك.
- مبنى نيكولاس، 1926، ملبورن، أستراليا.

## مدرسة شيكاغو الثانية

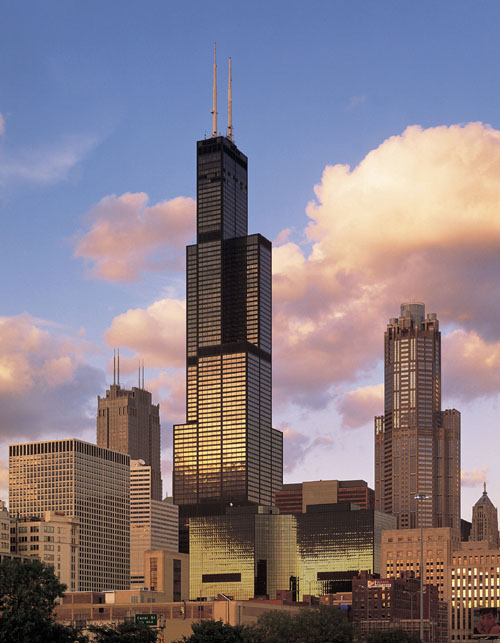
"برج ويليس" -الذي اكتمل في العام 1973- أدخل النظام الهيكلي للأنبوب المجمّع، وكان أطول مبنىً في العالم حتى العام 1998.

تفصيل هيكل الأنبوب المجمّع [عبارة عن مجموعة أنابيبَ متجاورةٍ] في برج ويليس باستخدام مخططاتٍ أرضيّةٍ مبسطةٍ.

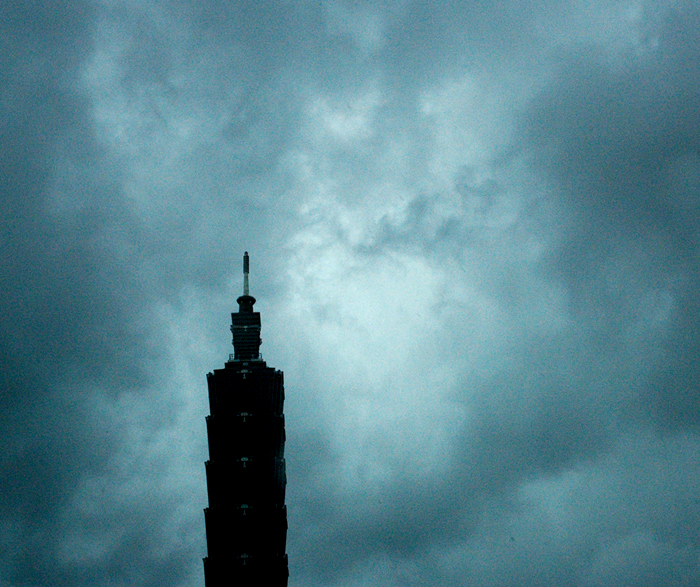
برج تايبيه 101 في مواجهة إعصار تيفون من العام 2005.

في الأربعينات من القرن الماضي ظهرت «مدرسة شيكاغو الثانية» نتيجة أعمال «لودفيج ميس فان دير رُوِه» وجهوده في التعليم في «معهد إلينوي للتكنولوجيا» في شيكاغو. تأثرت مدرسة شيكاغو الثانية بوصول العمارة الحديثة إلى أمريكا. سعى «ميس» للتركيز على الأشكال المعمارية المحايدة بدلاً من الأشكال التاريخية، ويتسم «مبنى ميسيان» القياسي بوجود ألواحٍ زجاجيةٍ كبيرةٍ، واستخدام الفولاذ للأجزاء الرأسية والأفقية.
كان التعبير الأول والأكثر نقاءً لمدرسة شيكاغو الثانية هو "860-880 Lake Shore Drive Apartments (1951)" وإنجازاتهم التقانية. المهندس الإنشائي لمشروع Lake Shore Drive Apartments كانت «جورجيا لويز هاريس براون» وهي أول أمريكي من أصلٍ إفريقيٍّ يحصل على شهادةٍ في الهندسة المعمارية من «جامعة كانساس»، وثانيَ امرأةٍ أمريكيةٍ من أصلٍ إفريقيٍّ تحصل على رخصة هندسةٍ معماريةٍ في الولايات المتحدة.
كانت Skidmore, Owings & Merrill -وهي شركة معمارية مقرها شيكاغو- أول من أقام مبانٍ تؤكد سمات «مدرسة شيكاغو الثانية». كان «مايرون جولدسميث»، و«بروس جراهام»، و«والتر نيتش»، و«فضل الرحمن خان» (29-1982) من بين المهندسين المعماريين الأكثر نفوذاً. قدم «خان» -المهندس الإنشائي البنغلاديشي المولد- نظاماً هيكلياً جديداً من الأنابيب الإطارية في تصميم ناطحات السحاب وبنائها. طراز المُنشأ الأنبوبي (بالإنجليزية: tube structure) -المتكوِّن من أعمدةٍ خارجيةٍ متداخلة الترابط وذات الفضاءات المتقاربة- يقاوم «القوى الجانبية في أي اتجاهٍ بواسطة دعامةٍ» ظفرٍ«([كابولٍ]) صاعدةٍ من الأساس». عرّف «فضل خان»، و«ج. رانكين» الهيكل الإنشائي ذا الإطار الأنبوبي بأنه «هيكل فضاءٍ ثلاثي الأبعاد يتكون من ثلاثةٍ أو أربعةٍ أو أكثرَ من الإطارات أو إطاراتٍ مُدمجةٍ أو جدران القص -الموضوعة عند أو بالقرب من حوافها- لتشكيل هيكلٍ عموديٍّ يشبه الأنبوب لتكوين نظامٍ قادرٍ على مقاومة القوى الجانبية في أي اتجاه وذلك عن طريق تحويل المنشأ ككل إلى ظفرٍ (منشأ كابولي) راسخٍ في الأساسات.»

```
حوالي نصف السطح الخارجي متاح لأجل النوافذ. وحيث تدعو الحاجة إلى فتحاتٍ أكبرَ -مثل أبواب المرآب- ينبغي قطع الإطار الأنبوبي 
(
بالإنجليزية
: 
tube frame
)
 باستخدام جوائزَ عرضيةٍ لنقل [الحمولات] والتي تُستعمل للحفاظ على التكامل الإنشائي. كان أول مبنىً يطبق الإنشاء بـ[أسلوب] الإطار الأنبوبي 
(
بالإنجليزية
: 
tube-frame construction
)
 هو مبنى 
DeWitt-Chestnut Apartment
 الذي صممه خان في شيكاغو، واكتمل بحلول العام 
1963
.
[
11
]
 وهذا ما وضع الأسس للمنشآت الأنبوبية في العديد من 
ناطحات السحاب
 الأخرى اللاحقة بما في ذلك «مركز جون هانكوك» (65–
1969
)، و«برج ويليس» أو برج سيرز سابقاً (70–
1973
)، وكلاهما في 
شيكاغو
 ومن تصميم 
خان
.
[
12
]
```

ثمة اليوم أنماط مختلفة للعمارة في جميع أنحاء المدينة، مثل مدرسة شيكاغو، والكلاسيكية الجديدة، وآرت ديكو، والحديثة، وما بعد الحداثة.

## معرض صور

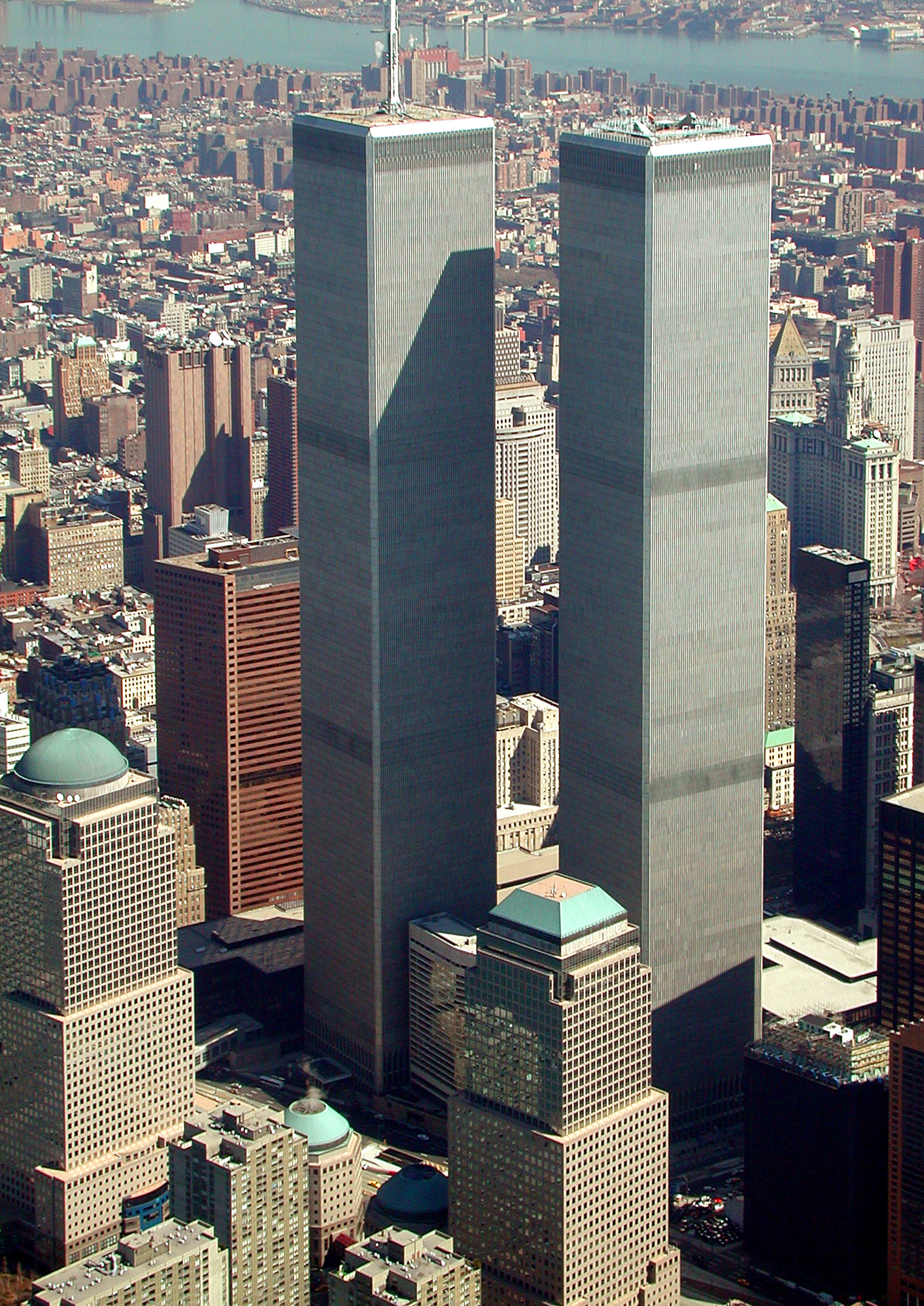
برجا مركز التجارة العالمي سابقاً، نيويورك، منظر من الجو، مارس/آذار 2001.
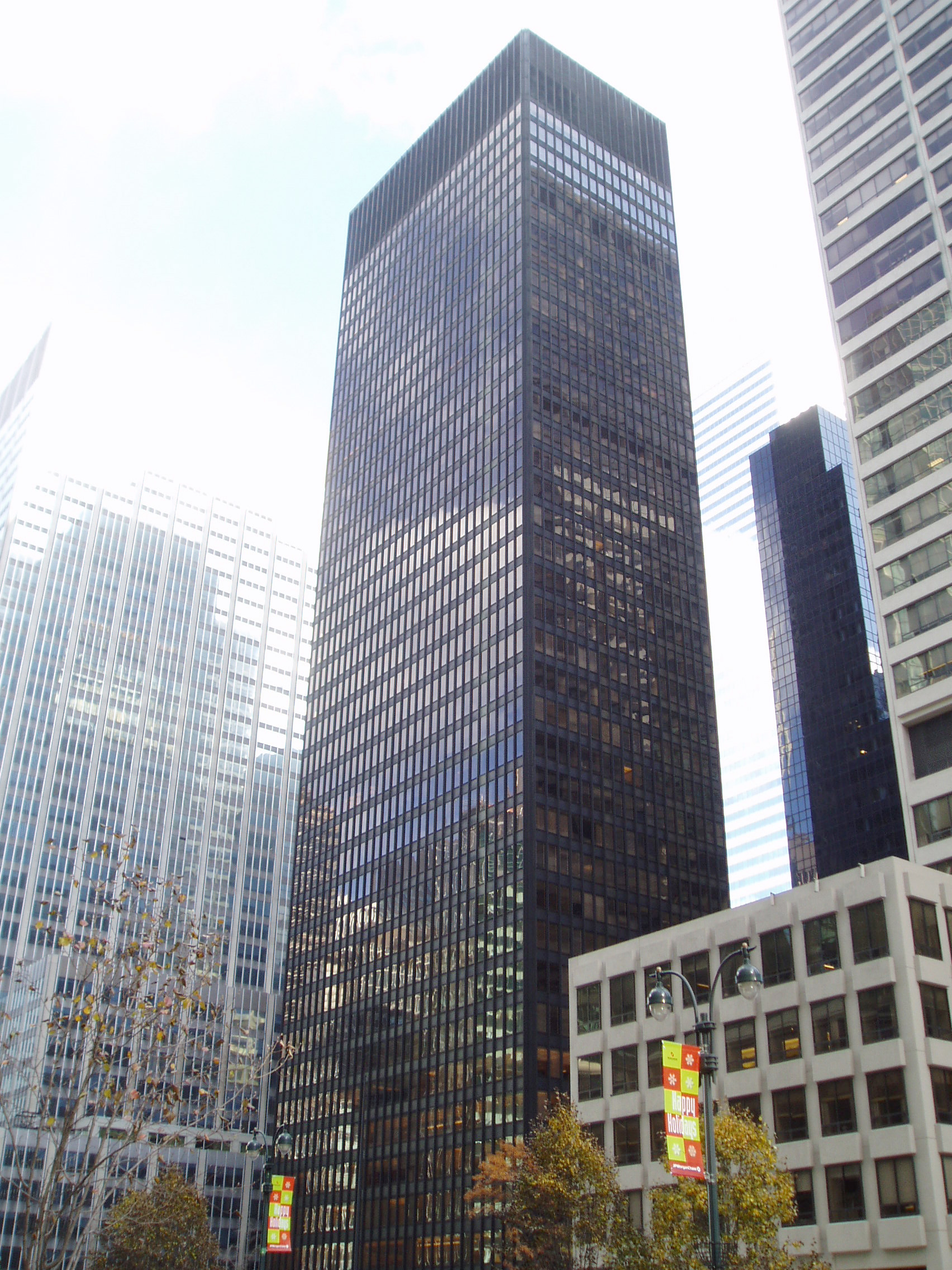
برج سيغرام، الولايات المتحدة.
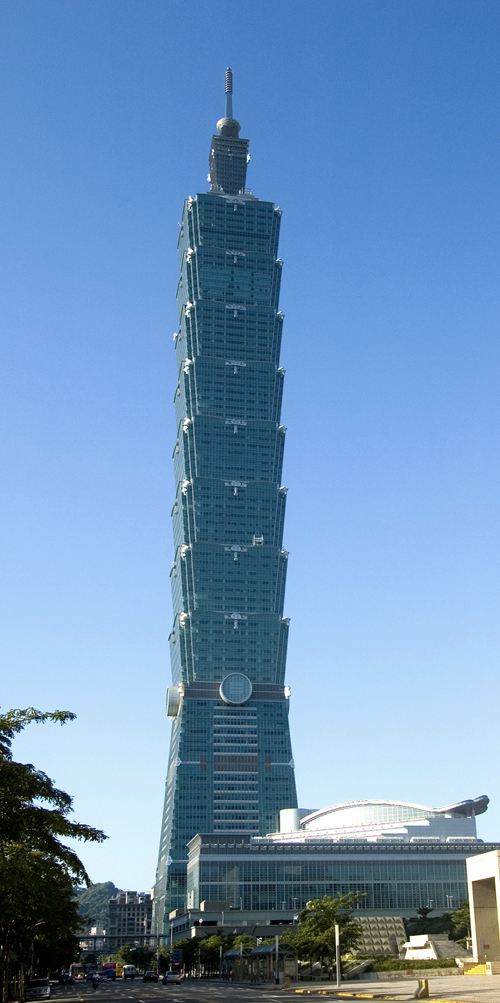
برج تايبيه 101. تايوان، سجل رقماً قياسياً جديداً وقتما افتتح في العام 2007.
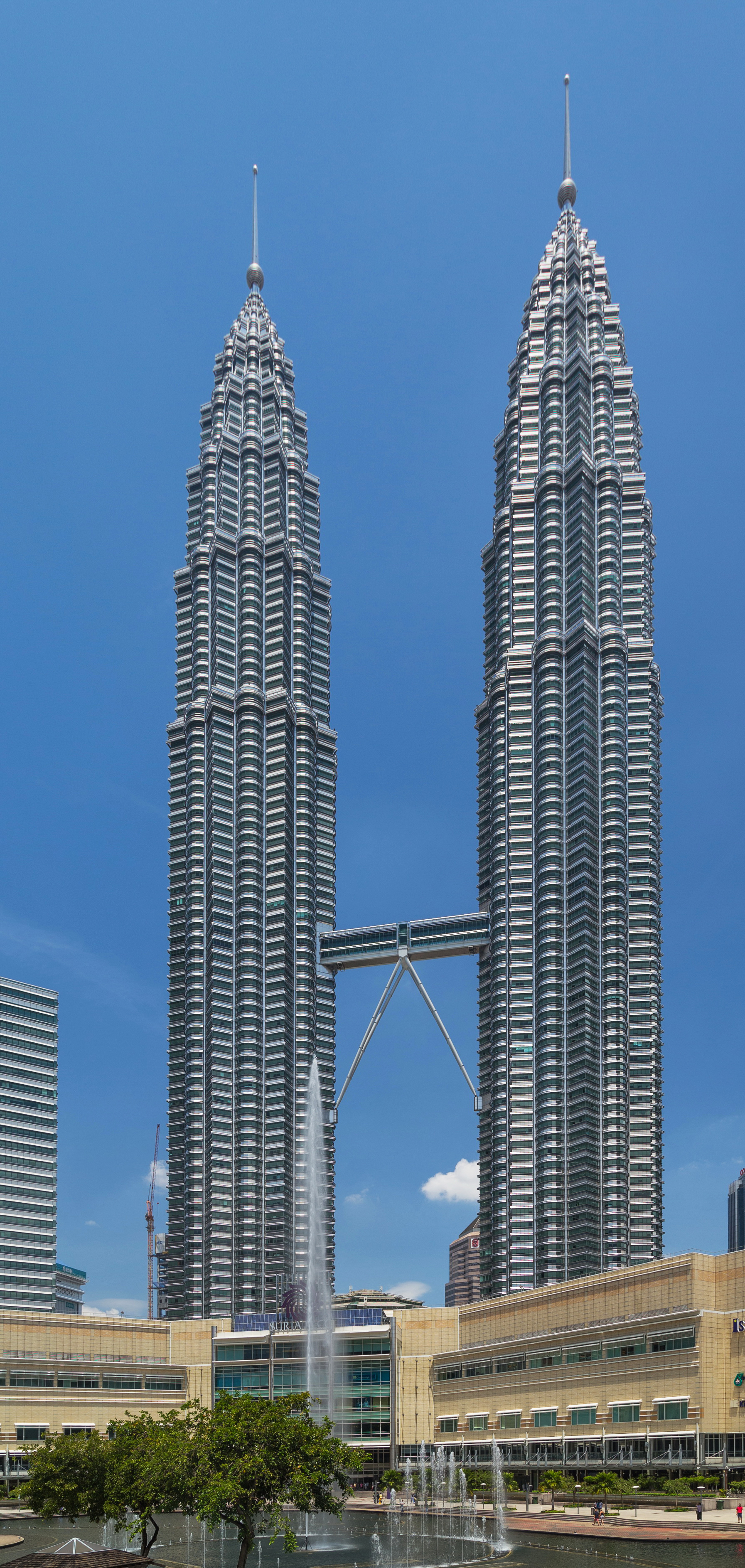
برجا "بتروناس" التوأم في كوالالمبور، ماليزيا.
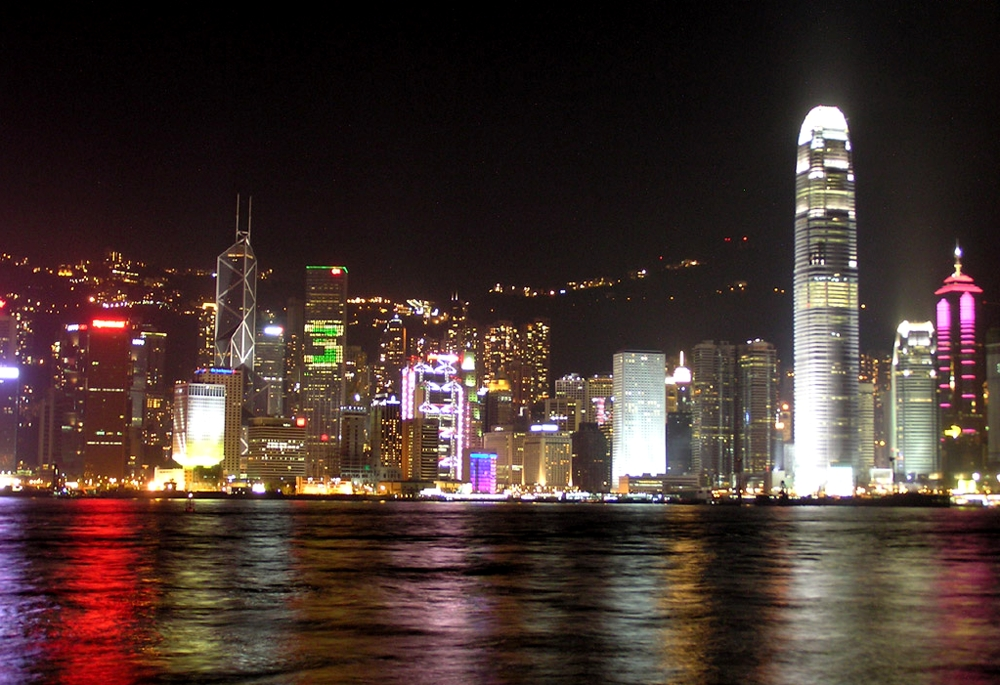
ميناء فيكتوريا، هونغ كونغ، الصين، ديسمبر/كانون الأول 2004.
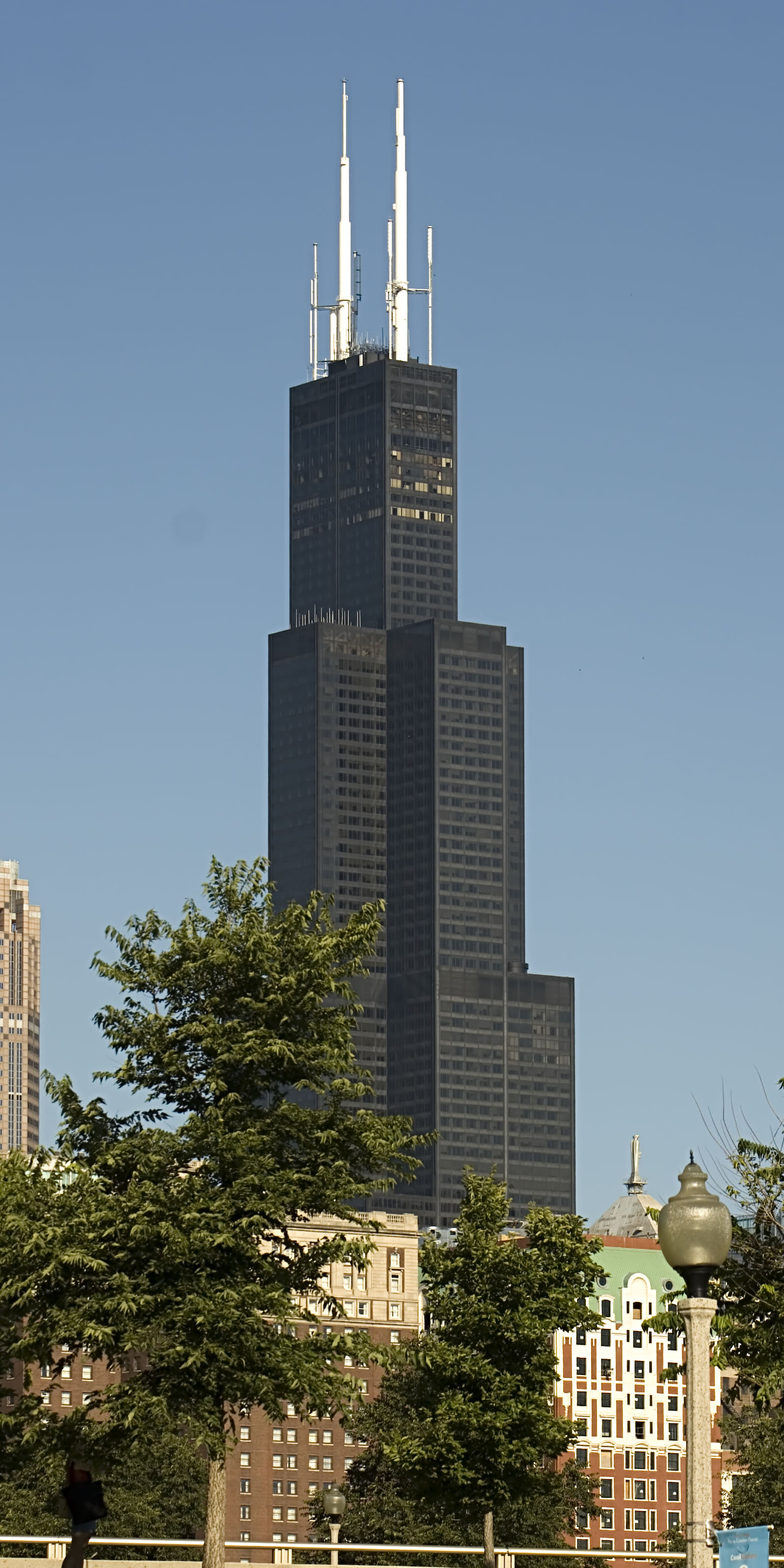
برج ويليس يعرض تصميم إطار انبوبي مجمّع.
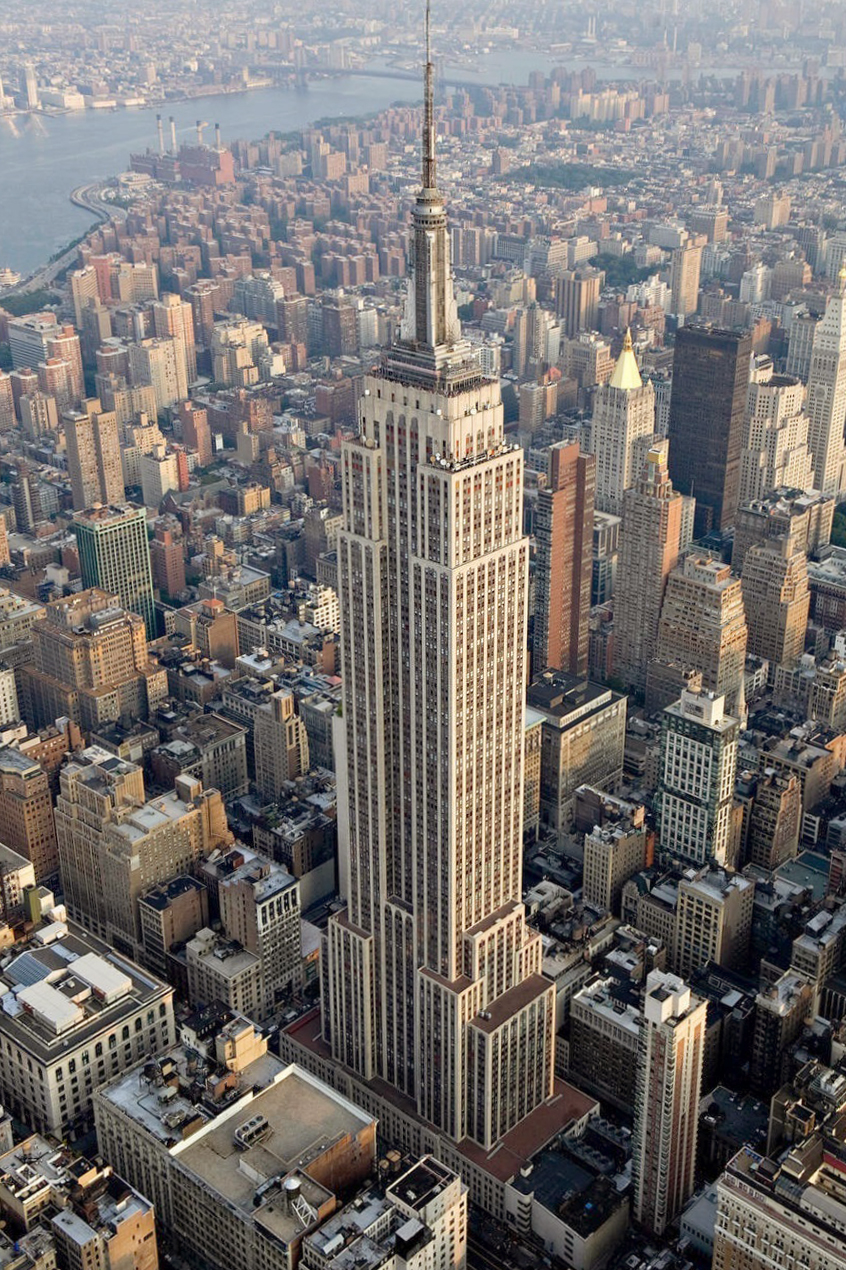
مبنى "إمباير ستيت"، (1931)، نيويورك، أطول مباني نيويورك بعد انهيار برجي التجارة العالمي.
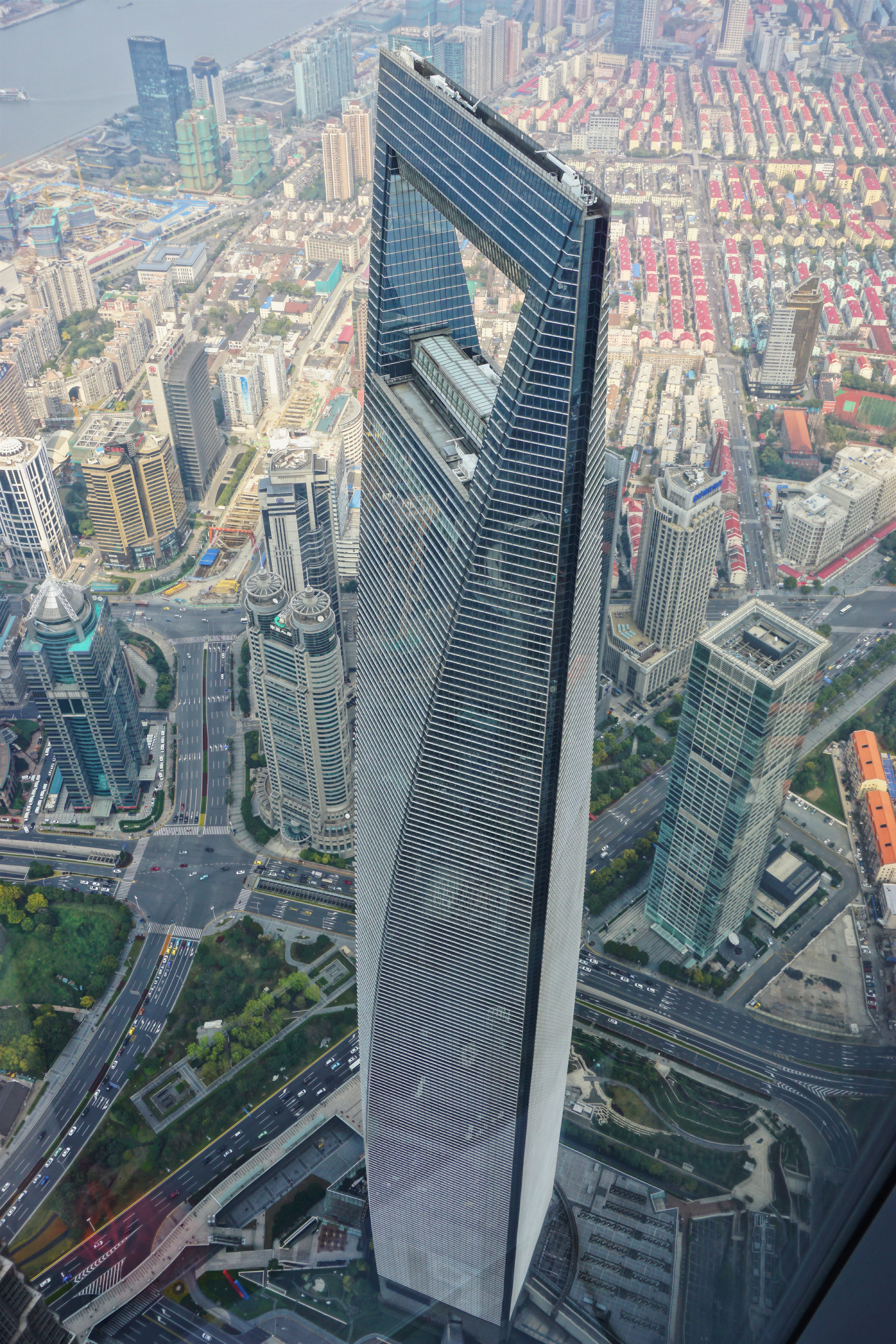
مركز شنغهاي المالي العالمي رابع أطول برجٍ في العالم بعد برج دبي، وبرج تايبيه 101، وبرج الساعة في مكة المكرمة.
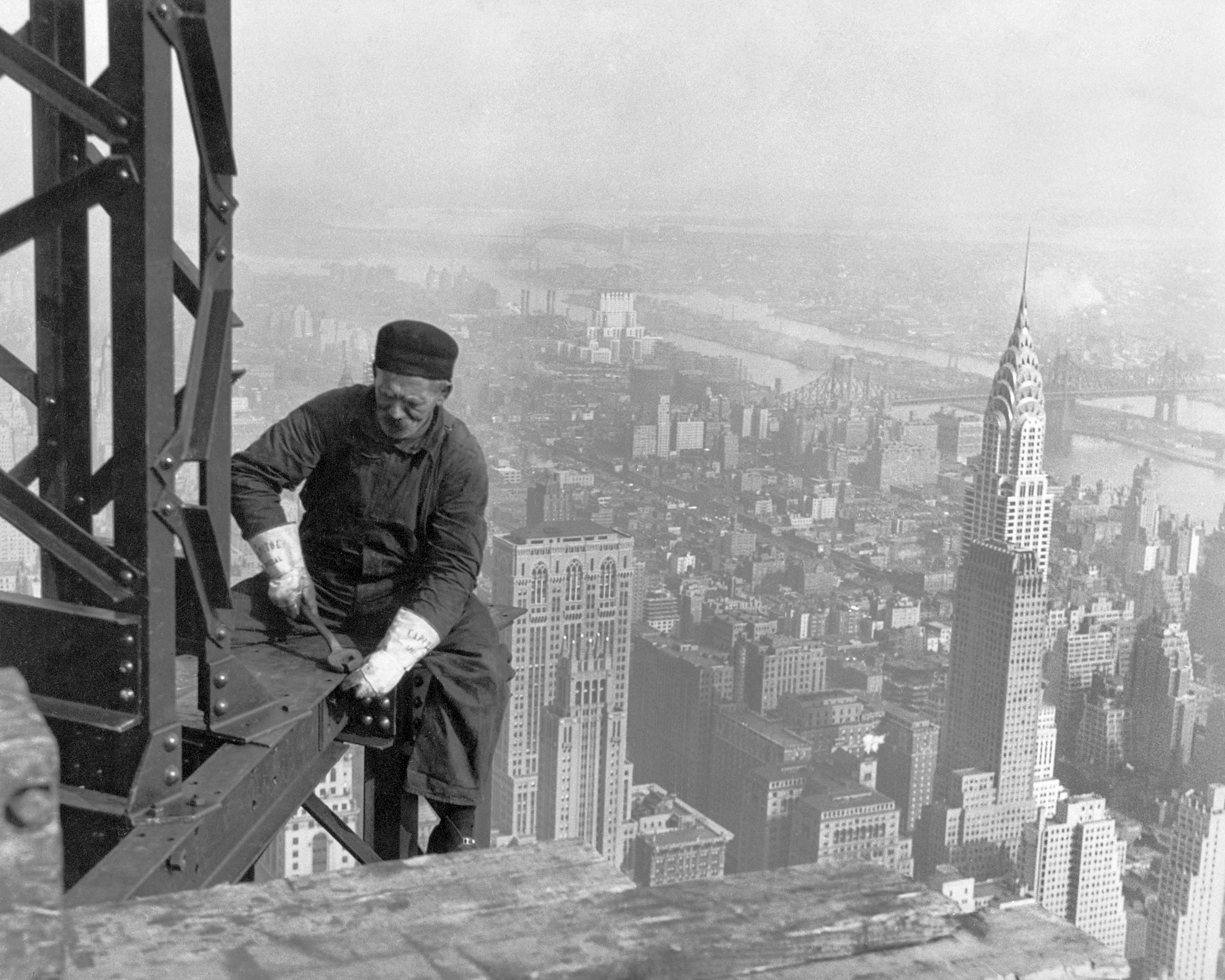
عامل في الإطار الهيكلي لمبنى إمباير ستيت في العام 1930. كانت اعمار العديد من عمال الإنشاءات فوق المتوسط.
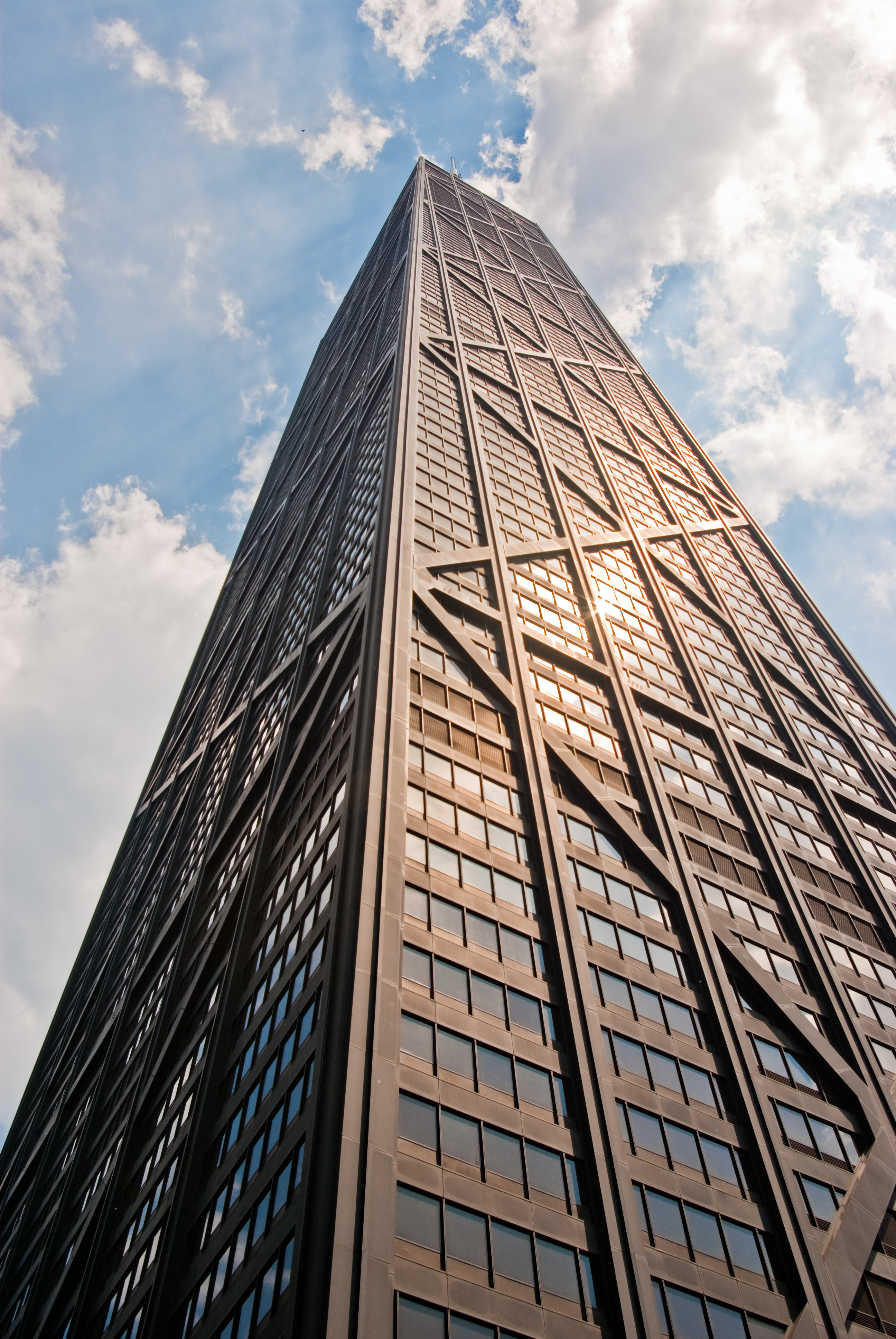
مركز جون هانكوك في شيكاغو، صممه فضل الرحمن خان في العام 1965، وانتهى في العام 1969. أطول مبنى في العالم حتى العام 1973. مثال على "عمارة الهيكل الأنبوبي".

## الهوامش
1. ↑  فيما سبق كان التصميم المعماري غير مرتبطٍ بالإنشاء، ولكن في مدرستي شيكاغو -ولا سيما الثانية منهما- غدا التصميم المعماري للمبنى تابعاً للتصميم الإنشائي بشدةٍ، إن توظيف كتلة المبنى ككل -كاسطوانةٍ مثبتةٍ في الأرض- لكي تعمل على مقاومة الإجهادات الأفقية جعل الكتلة المعمارية العامة للمباني متشابهةً إلى حدٍّ كبير.
2. ↑  الصحيح في ترجمة مصطلح Technology ("تكنولوجيا") إلى العربية هو تِقانة على وزن "فِعالة" الذي يعبر عن سلسةٍ متتابعةٍ من إجراءاتٍ معينةٍ (حِراثة، فِلاحة، تجارة، صناعة، زراعة)، وليس أي مقابلٍ آخر، "تقنية" مثلاً.
3. ↑  إن اثنين من هؤلاء حازا "الجائزة الذهبية للمعهد الأمريكي للمهندسين المعماريين" وهما لويس سوليفان (1944)، وفرانك لويد رايت (1949)، وهي من أرفع الجوائز في العمارة في العالم.
4. ↑  والمقصود من تحويل المنشأ ككل إلى ظفرٍ (كابول) يعمل كاسطوانةٍ مجوفةٍ هو الاستفادة من عطالة المنشأ ككل في مقاومة الالأحمال الجانبية، هذا المبدأ في التصميم الإنشائي الذي أرساه خان هو المتبع اليوم في بناء ناطحات السحاب بأسرها.
5. ↑  يعتمد التصميم الحديث للبنية الإنشائية للأبنية العالية -بما فيها ناطحات السحاب- على نواةٍ مركزيةٍ صلبةٍ منتصبةٍ من الأساسات صٌعُداً إلى نهاية المبنى وعلى كامل طوله. هذه النواة هي التي تقاوم القوى الجانبيةَ المؤثرةَ على المبنى في أي اتجاهٍ كان مثل قوى الرياح والتي تسبب الإجهادات الأهم في تصميم الأبنية العالية، في حين يتألف الهيكل الخارجي -الذي يغلف هذه النواة المركزية- من إطارٍ ثلاثي الأبعاد من الجوائز الفولاذية الرفيعة مهمته نقل الأحمال الشاقولية (الرأسية) إلى الأساسات. يتيح هذا التصميم استخدام مقاطعٍ صغيرةٍ للجوائز مما يقلل الوزن الذاتي للمنشأ، ويوفر فراغاتٍ أكبر بكثير فيما بين عناصر الإطار من أعمدةٍ وجوائزَ عرضيةٍ.
6. ↑  في الهندسة الإنشائية يعد الأنبوب tube نظاماً لمقاومة القوى الجانبية (الرياح، الزلازل، الصدمات الأفقية). يجري تصميم المبنى ليعمل مثل إسطوانةٍ مُجوّفةٍ منتصبةٍ عمودياً على الأرض. قُدم هذا النظام الإنشائي من قبل فضل الرحمن خان خلال عمله في شركة الهندسة المعمارية Skidmore، Owings & Merrill (SOM) في مكتبها في شيكاغو. والمثال الأول لاستخدام الأنبوب كان مبنى DeWitt-Chestnut Apartment الذي صممه خان في شيكاغو بولاية إلينوي، وانتهى في العام 1966، والمكوّن من ثلاثةٍ وأربعين طابقاً، والذي أعيدت تسميته إلى "بلازا في ديويت". انظر: Beedle, Lynn S.; Council on Tall Buildings and Urban Habitat (1986). Advances in tall buildings. Van Nostrand Reinhold Company. p. 149. ISBN 978-0-442-21599-6.